# Нововасильевка (Костанайская область)
Нововасильевка (каз. Нововасильев) — упразднённое село в Узункольском районе Костанайской области Казахстана. Ликвидировано в 2014 г. Входило в состав Новопокровского сельского округа. Код КАТО — 396647300.

## Население
В 1999 году население села составляло 268 человек (123 мужчины и 145 женщин). По данным переписи 2009 года, в селе проживало 29 человек (15 мужчин и 14 женщин).